# Ruszt József
Ruszt József (Isaszeg, 1937. július 4. – Zalaegerszeg, 2005. július 27.) Kossuth- és Jászai Mari-díjas magyar színházi rendező, színigazgató, művészeti tanácsadó, érdemes és kiváló művész, a zalaegerszegi Hevesi Sándor Színház örökös tagja.

## Életútja
A Színház- és Filmművészeti Főiskolát 1963-ban végezte el. Ezután 11 éven át, 1973-ig, a debreceni Csokonai Nemzeti Színház rendezője, miközben az Egyetemi Színpad tagja is volt. Főrendezői tisztséget töltött be 1973 és 1978 közt a kecskeméti Katona József Színházban. Részt vett a Gyurkó-féle népszínházi kísérletben, ahol szintén főrendező volt, majd a következő három évben ugyanitt művészeti vezető. 1980 és 1982 között a Szegedi Nemzeti Színház művészeti tanácsadója.
1982-től 1984-ig volt a zalaegerszegi Hevesi Sándor Színház megbízott igazgatója és művészeti vezetője, jelentős szerepet vállalt a színház megalapításában is. 1984-től 1987-ig igazgató-főrendező, majd még egy évig művészeti tanácsadó. Az 1987-88-as évadban már a Nemzeti Színházban is dolgozik, mint rendező, majd Szegeden a szegedi Nemzeti Színház társulatának újjászervezésében vesz részt. 1989-ben ugyanitt megalapítja a Független Színpadot, amit 1990-ben Budapestre költöztetnek, hogy 1991-től ott működjön.
1994-től 1998-ig a Budapesti Kamaraszínház tagja, 1995-től annak művészeti vezetője, eközben többször vállalt vendégrendezést vidéki színházakban is.
2000-ben költözött vissza Zala megyébe, Zalaszentgrótra. Hosszan tartó, súlyos betegség után 2005. július 27-én este érte a halál a Zala Megyei Kórházban. Végső nyughelyére augusztus 3-án helyezték a zalaegerszegi Göcseji úti köztemetőben.
Modern rendezési elveket követett; a hagyományos és klasszikus darabokat is új rendezői felfogásban állította színpadra, így az előadásai sokszor meghökkentőek, vitákra késztetőek voltak. Például a Zalaegerszegen színre vitt Az ember tragédiája előadás (először 1982-ben) a mű teljesen újszerű megközelítése volt.
A Színházi adattárban regisztrált bemutatóinak száma: 181.

## Díjai, elismerései
- Jászai Mari-díj (1975)
- Érdemes művész (1977)
- Kiváló művész (1985)
- Zala Megyei Alkotói Díj (1988)
- Magyar Művészetért díj (1989)
- Kossuth-díj (1993)
- A Hevesi Sándor Színház örökös tagja (1997)
- Zalaegerszeg városától színház- és társulatteremtő tevékenységéért 2004-ben Pro Urbe-díjat kapott.[5]

## Emlékezete
A kecskeméti Katona József Színházban működik a Ruszt József Stúdió Színház.

## Ajánlott irodalom
- Nánay István: Ruszt (2002)
- Kőszegi Lajos és Nánay István: A Föld lapos és négy angyal tartja (2004), interjúkötet Ruszttal
- Ruszt József: Színészdramaturgia és színészmesterség (1983)